# Matheus Davó
Matheus Alvarenga de Oliveira, mais conhecido como Matheus Davó (São Paulo, 16 de agosto de 1999), é um futebolista brasileiro que atua como atacante. Atualmente, joga pelo Remo.

## Carreira

### Infância e início da carreira
Nascido em São Paulo, Matheus ganhou o apelido de "Davó", que significa "da avó" em português, devido à intensa participação de sua avó em sua carreira. Ela era responsável por levá-lo aos jogos e treinamentos, o que o diferenciava dos outros meninos que jogavam no seu time no Clube do Magrão. Ele declarou: "Eu ficava com a minha avó durante a semana, meus pais trabalhavam. Ela que me levava ao treino e à escola. Como havia muitos Matheus, isso que diferenciava o Matheus Davó. Quando cheguei ao primeiro jardim da infância, eu não sabia meu sobrenome, os meninos perguntaram qual era e eu disse 'Davó'." Então ele acabou adotando esse nome e permaneceu com o apelido pelo resto da vida.
Na base, Davó passou pelas categorias de base do Joinville e da Portuguesa. Seu desempenho em 2017 pelo time sub-17 da Lusa resultou em 12 gols em 23 partidas, o que despertou o interesse do Guarani, já que seu ex-técnico na Portuguesa, Márcio Zanardi, havia acabado de assumir o clube.

### Guarani
Davó ingressou no Guarani e em seu time sub-20 em março de 2018, vindo da Portuguesa. Em 17 de janeiro de 2019, após se destacar na Copa São Paulo de Futebol Júnior daquele ano ao marcar seis gols em oito partidas (incluindo quatro gols na vitória por 5–0 contra o Internacional), renovou seu contrato com o clube por mais três anos.
Davó fez sua estreia profissional pelo Bugre em 28 de maio de 2019, entrando como substituto no segundo tempo da derrota por 2–1 em casa na Série B contra o Brasil de Pelotas. Ele marcou seu primeiro gol em 29 de julho de 2019, anotando o empate em 1–1 fora de casa contra o Sport Recife.

### Corinthians
Com times como Santos e Cruzeiro também interessados em Davó, o Corinthians adquiriu 60% dos direitos econômicos de Davó por R$ 2,5 milhões, assinando contrato de quatro anos até 2023. Foi apresentado pelo novo clube em 12 de janeiro de 2020.
Davó fez sua primeira aparição como substituto em 16 de janeiro de 2020, na vitória por 2–1 sobre o New York City FC. Dez dias depois, fez sua primeira partida oficial, entrando no lugar de Janderson no empate por 1–1 pelo Campeonato Paulista contra o Mirassol.
Davó estreou na Série A em 31 de outubro de 2020, titular, marcando o gol da vitória por 1–0 em casa contra o Internacional. Participou de mais três partidas no campeonato, marcando também em uma derrota por 2–1 para o Atlético Mineiro, mas posteriormente perdeu espaço com o treinador Vagner Mancini.
Durante 2020, a transferência de Davó para o Corinthians foi revisada duas vezes na justiça brasileira. Antes de sua transferência para o Corinthians, os direitos econômicos de Davó eram detidos pelo Guarani e pela sua agência de jogadores, Elenko Sports Management, após terem sido anteriormente detidos por sua antiga agência, Gold Sports. Para rescindir seu contrato com o Guarani referente aos direitos econômicos, ele teve que pagar uma multa rescisória de R$ 700 mil que foi depositada a um terceiro, situação contrária à posição da FIFA sobre transações envolvendo terceiros. Em decisão de julho de 2020, a 9ª Vara Cível de Campinas considerou que a transferência de Davó configurou fraude, o que poderia tornar a transferência ineficaz.
Em decisão de novembro de 2020, a 5ª Vara Cível de Campinas anulou a decisão anterior, mantendo a transferência válida, com os direitos econômicos de Davó divididos entre Corinthians (60%), Guarani (20%) e o próprio jogador (20%).

### Retorno ao Guarani (empréstimo)
Após recusar a opção de treinar com o time sub-23 do Corinthians pelo restante da temporada de 2021, Davó retornou ao Guarani por empréstimo até o final do ano. A situação de sua transferência tratada na justiça em 2020 causou atrasos adicionais para seu registro e liberação para jogar em 2021; contudo, a 7ª Vara Cível de Campinas autorizou seu registro para a temporada de 2021.
Davó marcou um gol em oito partidas no Paulistão 2021, e anotou dois gols em 14 jogos na Série B antes de anunciar sua saída antecipada em julho de 2021.

### Philadelphia Union (empréstimo)
Em 11 de agosto de 2021, Davó foi emprestado ao clube da Major League Soccer, Philadelphia Union, pelo restante da temporada de 2021, com opção de compra ao final do empréstimo. Fez sua estreia internacional em 4 de setembro, entrando no lugar de Jack McGlynn na derrota em casa por 1–0 contra o New England Revolution.
O empréstimo expirou após o término da temporada de 2021 do clube.

### São Bernardo (empréstimo)
Em 21 de janeiro de 2022, o Corinthians emprestou Davó ao São Bernardo para a disputa do Paulistão 2022.

### Bahia (empréstimo)
Em 7 de abril de 2022, Davó foi anunciado no Bahia, que disputava a segunda divisão, por empréstimo até o final do ano. Marcou nove gols durante a Série B de 2022, incluindo dois gols contra a Ponte Preta (vitória por 2–1), Criciúma (vitória por 2–1) e Ituano (vitória por 2–0), ajudando seu time a conquistar o acesso à primeira divisão.

### Cruzeiro
Em 11 de janeiro de 2023, o Cruzeiro anunciou a contratação de Davó por um contrato de três anos; o clube pagou R$ 3,5 milhões por 60% dos seus direitos econômicos. Fez sua estreia pelo clube dezessete dias depois, substituindo Rafael Bilú e sendo expulso em um empate em casa por 1–1 contra o Athletic Club pelo Campeonato Mineiro.

### Pafos (empréstimo)
Em julho de 2023, foi apresentado como reforço do Pafos do Chipre, no clube cipriota conquistou a Copa do Chipre na temporada 2023-24.

### América-MG (empréstimo)
Em julho de 2024, o Cruzeiro emprestou o atacante para o América Mineiro.

### Mirassol
No mês de janeiro de 2025, Davó foi anunciado como reforço do Mirassol.

### Remo
Em 27 de maio de 2025, o Remo anunciou a contratação do atacante Matheus Davó. O clube adquiriu 60% dos direitos federativos do jogador, que assinou contrato até abril de 2026, reforçando a equipe durante a disputa do Campeonato Brasileiro Série B de 2025.

## Títulos

### Guarani
- Campeonato Paulista Série A2: 2018[31]

### Pafos FC
- Copa do Chipre: 2023-24[31]